# Hit-The-Trail Holliday
Hit-The-Trail Holliday er en amerikansk stumfilm fra 1918 af Marshall Neilan.

## Medvirkende
- George M. Cohan som Billy Holliday
- Marguerite Clayton som Edith Jason
- Robert Broderick som Otto Wurst
- Pat O'Malley som Kent B. Wurst
- Russell Bassett som Burr Jason